# Kvänsås gård
Kvänsås gård är en större gård som ligger strax nordost om Eksjö i norra Småland. 
Gården ägdes under 1600-talets mitt av greve Per Brahe den yngre, som där anlade en bokskog. Skogen anses vara en av Sveriges högst belägna bokskogar, och befinner sig på 264 meters höjd över havet. Den mjukt rundade kullen söder om Kvänsås är helt dominerad av cirka fem hektar bokskog. 
Området är sedan 1972 avsatt som naturreservat med namnet Kvänsås bokar. Nedanför gården i väster finns Kvänsåsasjön.